# OnneDi
OnneDi (pseudoniem van Dionne Slagter) (Woerden, 4 juni 1990) is een Nederlandse youtuber.

## Levensloop
Slagter studeerde aan de Herman Brood Academie, maar moest daarmee voortijdig stoppen vanwege gezondheidsredenen. Ze besloot later in 2011 een YouTubekanaal te starten onder de naam "Dionnetje1990". Twee jaar later besloot Slagter om haar kanaal "OnneDi" te noemen. Ze werkt samen met andere youtubers zoals Furtjuh, Dylan Haegens en Kalvijn. Een bekende serie op haar kanaal is Leuk of Meuk, waarin ze speelgoed en gadgets beoordeelt. In 2016 bracht Slagter onder haar pseudoniem OnneDi hier een gelijknamig boek over uit.
In 2016 speelde Slagter in de film Kappen! en in 2017 in de films De familie Slim en 100% Coco. Voor de laatst genoemde film heeft Slagter de titelsong ingezongen. Tevens was ze in dat jaar te zien in de televisieseries SpangaS en Dare en was ze te horen als stemacteur in de film The Boss Baby en Showdogs. Slagter had tot begin 2017 een relatie met NPO 3FM-dj en youtuber Kaj van der Ree.
Sinds maart 2018 was Slagter zeven weken lang te zien in het zangprogramma It Takes 2, in een poging haar zangcarrière nieuw leven in te blazen. Ze belandde in het team van Marcel Veenendaal en wist uiteindelijk de finale te winnen. Op 11 november 2018 gaf ze haar eerste eigen concert in de Melkweg in Amsterdam.
In 2019 was Slagter te zien als lid van de 100-koppige jury in het televisieprogramma All Together Now. Tevens was Slagter in 2019 een van de deelnemers van het twintigste seizoen van het RTL 4-programma Expeditie Robinson, zij viel als vierde af en eindigde op de 17e plaats.
In 2021 startte OnneDi samen haar broer Henrik een true crime-podcast met de naam Moordcast.
Op 10 december 2021 kwam True Crimes of the '90s met Dionne Slagter op de streamingdienst Discovery+. Ze onderzoekt in dit nieuwe programma de jaren 90 en gaat in op de opmerkelijkste moordzaken uit dit decennium. Ze wordt hierin bijgestaan door misdaadkundigen en neemt moorden onder de loep variërend van die op Rodney King en Gianni Versace tot die op de ex-vrouw van O.J. Simpson en Louise Woodward. In totaal werden er zes afleveringen uitgezonden.
In 2022 deed Slagter mee aan het televisieprogramma De Verraders, dat door haar gewonnen werd.
Op 5 november 2022 besloot ze tijdelijk het make-up gedeelte van Misdaad en Make-up weg te laten vanwege een hersenschudding. Ze kon om die reden niet goed multitasken. Ze noemde het tijdelijk Misdaad met Onnedi. Na een paar afleveringen vond ze deze methode het beste en ze besloot niet meer haar make-up te doen. Het werd toen Misdaad en Mysterie genoemd. 
Vanaf maart 2024 is ze een tweede podcast begonnen genaamd Ooggetuigen. Hierin praat ze, samen met Sébas Diekstra, met mensen die ooggetuigen waren van of een misdaad hebben meegemaakt. 

## Filmografie

### Film en documentaire
- Kappen! (2016) – dj op een schoolfeest
- 100% Coco (2017) – zichzelf
- The Boss Baby (2017) – moeder Templeton (stem)
- De familie Slim (2017) – Nicolette
- Moordtieten (documentaire, 2021) – zichzelf
- Moordpillen? (documentaire, 2023) – zichzelf

### Televisie

#### Als actrice
- SpangaS (2017), zichzelf – 5 afleveringen
- Dare (2017), PinkT – 6 afleveringen
- True Crimes Of The ’90s met Dionne Slagter (2021), zichzelf – 6 afleveringen

#### Als deelneemster
- It Takes 2 (2018), winnares
- Expeditie Robinson (2019), deelneemster
- Het Jachtseizoen (webserie, 2019), deelneemster
- Legends of Gaming S4 en Efteling Game Night (webserie, 2019), deelneemster
- Britt's Beestenbende (2020), deelneemster
- De Verraders (2022), winnares
- Weet Ik Veel (2022), deelneemster
- Waku Waku (2022), deelneemster
- Who's that girl? (2023)[12]